# الهيئة العامة للاستشعار عن بعد
الهيئة العامة للاستشعار عن بعد (اختصارًا GORS) هي وكالة أبحاث فضائية سوريَّة تأسست عام 1986. يقع المقر الرئيسي للهيئة في دمشق، وهي مسؤولة عن تنفيذ عمليات مسح الفضاء الجوي والأراضي باستخدام تقنيات الاستشعار عن بعد. وفي عام 2018، ساعدت الوكالة منظمة الأغذية والزراعة الأمم المتحدة في تقييم آثار مشاريع الري على إنتاج المحاصيل مثل القمح والشعير في سوريا.

## أبرز المشاريع

### الديناميكية الجيوديناميكية
يهدف هذا البحث إلى دراسة الجيوديناميكية النشطة في سوريا من خلال الدراسات الزلزالية التكتونية والجيولوجية، وبيانات الصور الفضائية والأنظمة المساعدة GIS وGPS، والقياسات الجيوفيزيائية لدراسة تأثير حركة الصدوع النشطة في سوريا، وتقييم التأثيرات البركانية والزلزالية. 
تم تنفيذ هذا المشروع من خلال:
- تفسير الصور الفضائية في مجال الدراسات التكتونية.
- إجراء الدراسات الجيولوجية والعمل الميداني للعديد من فوالق النشاط التكتوني.
- إجراء الدراسات والقياسات في المناطق الأثرية القريبة من سلاسل الصدع.
- القيام بالدراسات الجيولوجية في المناطق البركانية.
- إجراء القياسات السيزمية الجيوفيزيائية والكهربائية والرادارية لبعض الصدوع النشطة.
- إجراء القياسات الجيوديسية باستخدام محطات تحديد المواقع على عيوب النشاط التكتوني.
- رسم الخرائط الجيوديناميكية لسوريا
- تطوير النموذج الجيوديناميكي للمناطق الغربية في سوريا
- إعداد الخريطة الجيوديناميكية الزلزالية للمنطقة والتقدير الأولي للنشاط الزلزالي.
- وضع خطط متساوية الشدة للخطوط الزلزالية في سوريا.

الهيئات المشاركة: فريق العمل في الأكاديمية الروسية للعلوم.

### دراسة التطور التكتوني والتركيبي
وعلاقتهما بالتوغل البركاني في منطقة بشري
ويهدف هذا المشروع أيضًا إلى:
- إضافة قاعدة لفهم هيكل منطقة الدراسة.
- فهم النوع ونسبة الحركة الفاصلة على طول الزمان والمكان.
- دراسة العلاقة بين الحركة التكتونية والنشاط البركاني في منطقة الدراسة.
- دراسة إمكانية ربط نتائج المشاريع بدراسات الزلازل والتكتونيات الجديدة والفوالق النشطة في هذه المنطقة.

قام هذا المشروع بدراسة التكتونية الجديدة لبشري من خلال ربطها بالتطور التكتوني والبنية الداخلية لبشري، وذلك باستخدام العديد من التقنيات المتاحة مثل تقنيات الاستشعار عن بعد، وتقنيات معالجة الصور وتحليل بيانات الأقمار الصناعية، وتقنيات التحليل الجيومورفولوجي الأفقي والرأسي الهيكلي. وكذلك تحليل ومعالجة البيانات الجيوفيزيائية (الجاذبية والمغناطيسية) ثم التحقق من النتائج باستخدام الخرائط الجيولوجية والتكتونية والمسح الميداني للمنطقة قيد التحقيق.

## روابط خارجية
- الموقع الرسمي